# ادو رودان
ادو رودان (انگلیسی: Edu Roldán؛ زادهٔ ۱۳ سپتامبر ۱۹۷۷) بازیکن فوتبال اهل اسپانیا است.
از باشگاه‌هایی که در آن بازی کرده‌است می‌توان به باشگاه فوتبال اوئسکا، باشگاه فوتبال ایبار، و باشگاه فوتبال زامورا اشاره کرد.